# 科羅爾
柯羅，也譯作科若（英語：Koror），是西太平洋島國帛琉的最大城市，位於科羅爾島，面積僅約8平方公里，隸屬於柯若州。帛琉共和國本身就是由300多個小島組合而成的群島國家，於1994年10月1日獨立後，柯羅被選定為首都和行政中心，直至2006年10月1日，首都遷往恩吉鲁穆德。

## 歷史

### 前史
根據史料記述，柯若約於4000年前就有人居住。1710年，西班牙航海家發現了加羅林群島，及後於1885年被西班牙人佔領成為殖民地。1898年柯若被轉售給德國，德國統治時期建設了柯羅島的縱貫道路。

### 日本統治時代
於1914年第一次世界大戰期間被日本佔領，南洋群島的統治機關南洋廳設置於柯羅，建設了諸如學校、醫院和道路等各種基礎建設，1920年代左右發展為現代化的市街，導入了日本風町名，沿著縱貫道路由西至東為柯羅1丁目到柯羅7丁目，1丁目至4丁目為官廳街與日本人街，5丁目至7丁目為帛琉人居住地。
1930年代左右日本人人口激增，政府開始向5丁目至7丁目的帛琉人居住地挪用土地供日本人居住，鼎盛時期人口為今日人口的三倍。
隨著人口增加，料亭與咖啡廳等服務產業也隨之出現，發展為歡樂街。在這些店家工作的女性員工超過400名。
二次大戰時期，太平洋戰爭爆發期間，美、日雙方曾於此地交戰，大部分建築物遭受嚴重破壞。

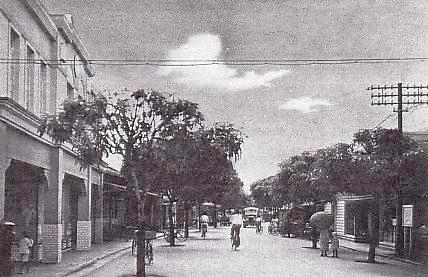
日治时期

### 戰後

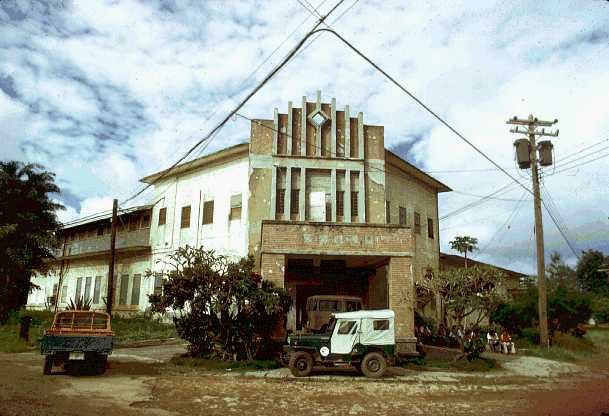
1967年拍攝的前南洋廳帛琉支廳廳舍。由於未鋪柏油，道路是褐色的。

二戰過後，日本人被引揚歸國，南洋廳的後繼組織美國管理的太平洋群島託管地的首府也從柯羅遷往塞班島，人口驟降。柯羅則逐步發展為旅遊業為主的市鎮。進入1980年代後，設立了帛琉自治政府，柯羅市開始著手都市開發計畫。獨立建國之後，運用日本和台灣等國家或地區的援助進行基礎建設。
柯羅市內設有中華民國大使館（2000年開館）和日本大使館（2010年開館）。

## 地理

### 氣候
根據柯本氣候分類法，柯羅屬熱帶雨林氣候，全年濕熱。
| 科羅爾            | 科羅爾      | 科羅爾      | 科羅爾      | 科羅爾      | 科羅爾      | 科羅爾      | 科羅爾      | 科羅爾      | 科羅爾      | 科羅爾      | 科羅爾      | 科羅爾      | 科羅爾        |
| 月份              | 1月         | 2月         | 3月         | 4月         | 5月         | 6月         | 7月         | 8月         | 9月         | 10月        | 11月        | 12月        | 全年          |
| ----------------- | ----------- | ----------- | ----------- | ----------- | ----------- | ----------- | ----------- | ----------- | ----------- | ----------- | ----------- | ----------- | ------------- |
| 平均高温 °C（°F） | 27.5 (81.5) | 27.1 (80.8) | 27.6 (81.6) | 28.6 (83.4) | 29.0 (84.2) | 29.3 (84.7) | 29.2 (84.5) | 29.2 (84.6) | 29.1 (84.4) | 29.1 (84.4) | 27.3 (81.1) | 28.2 (82.8) | 28.4 (83.2)   |
| 平均低温 °C（°F） | 22.8 (73.1) | 22.7 (72.9) | 22.7 (72.9) | 22.9 (73.3) | 23.4 (74.1) | 23.9 (75.1) | 23.8 (74.8) | 24 (75)     | 24.1 (75.3) | 23.8 (74.8) | 22.5 (72.5) | 23.2 (73.8) | 23.3 (74.0)   |
| 平均降水量 mm（） | 290 (11.6)  | 210 (8.3)   | 200 (7.7)   | 240 (9.3)   | 350 (13.6)  | 380 (14.8)  | 440 (17.5)  | 380 (14.9)  | 330 (13.1)  | 350 (13.6)  | 290 (11.5)  | 310 (12.2)  | 3,770 (148.1) |
| 来源：Weatherbase |             |             |             |             |             |             |             |             |             |             |             |             |               |

## 人口
1993年，柯羅人口約超過7000人，然而由於近年帛琉其他地區的人口皆移入柯羅尋求工作，因此人口大幅增長。根據2004年人口普查，柯若常住人口約為11,200人，而所屬的柯若州人口則約為14,000人，佔全國總人口90%。柯羅根據傳統由10個村組成。

## 經濟
柯羅為帛琉經濟中心，購物中心、銀行、商店和餐廳林立之外，也有醫院和電台。
柯若並非工業城市，故一切糧食、生活用品等均需從國外進口。經濟主要由旅遊業支撐。
貝琉航空的總部設在柯羅，歷史不長的太平洋航空（Pacific Flier）也於2010年將總部設於柯羅。

## 交通
主要道路穿越柯羅市內，透過橋樑連接鄰近市鎮，如機場所在地的巴貝圖阿普島、馬拉卡爾島（Malakal Island）和安格利奇比桑島（Ngerekebesang Island）。連接柯羅島與巴貝圖阿普島的橋樑是日本援助建設的柯羅－巴貝圖阿普大橋。如今雖然柯羅市內的道路都已經鋪了柏油，但是並沒有高速公路。
由於沒有鐵路建設，私人汽機車、巴士和計程車為主要的交通手段。下午到晚上有專門開設給觀光客的接駁巴士。
為應付世界各地的旅客流量，相鄰的艾來州（Airai）的巴貝圖阿普島（Babeldaob）內設有柯若國際機場。

## 姊妹市
柯羅市與下列城市締結姊妹市：
- 菲律賓安吉利斯[6]
- 菲律賓納卯市[7]
- 美国吉爾羅伊
- 印度尼西亞美娜多